# Fyzikalismus
Ve filosofii označuje fyzikalismus světonázor, podle něhož je všechno, co existuje, fyzikální podstaty a že neexistuje nic „nad“ hmotným světem, případně, že veškeré jevy se do fyzického vesmíru promítají. Fyzikalismus je forma ontologického monismu – názoru, že realitu tvoří pouze „jedna látka“. Monismus se staví proti dualismu, podle něhož nepodléhá mysl a vědomí stejným fyzikálním zákonům jako hmotný vesmír, ať už je jejich podstata jakákoliv.
Termín fyzikalismus je často používán ve stejném kontextu jako materialismus. Fyzikalismus vznikl na základě úspěchu materialismu a v principu pouze rozšiřuje „materiálno“ na další typy fyzikálních činitelů, které byly především v rámci kvantové mechaniky objeveny.
Oproti mechanismu fyzikalismus podle řady definic nevylučuje samotnou existenci vědomí, ale říká, že je vědecky vysvětlitelné. Jednou podmnožinou fyzikalismu je redukcionismus v teorii všeho, podle něhož jsou dokonce veškeré přírodní zákony, kterými se vesmír řídí, redukovatelné do konečného počtu pravidel. Dalším podléhajícím přístupem je komputalismus, podle kterého můžeme do nejmenších podrobností zkoumat a simulovat veškeré děje probíhající v mozku (včetně vědomí).